# Richard Egington
Richard Phillip Egington (Warrington, 26 de febrero de 1979) es un deportista británico que compitió en remo.
Participó en dos Juegos Olímpicos de Verano, obteniendo dos medallas, plata en Pekín 2008 y bronce en Londres 2012, en la prueba de ocho con timonel.
Ganó cuatro medallas en el Campeonato Mundial de Remo entre los años 2003 y 2011.

## Palmarés internacional
| Juegos Olímpicos   | Juegos Olímpicos      | Juegos Olímpicos  | Juegos Olímpicos   |
| Año                | Lugar                 | Medalla           | Prueba             |
| ------------------ | --------------------- | ----------------- | ------------------ |
| 2008               | Pekín (China)         | Medalla de plata  | Ocho con timonel   |
| 2012               | Londres (Reino Unido) | Medalla de bronce | Ocho con timonel   |
| Campeonato Mundial |                       |                   |                    |
| Año                | Lugar                 | Medalla           | Prueba             |
| 2003               | Milán (Italia)        | Medalla de plata  | Cuatro con timonel |
| 2007               | Múnich (Alemania)     | Medalla de bronce | Ocho con timonel   |
| 2009               | Poznań (Polonia)      | Medalla de oro    | Cuatro sin timonel |
| 2011               | Bled (Eslovenia)      | Medalla de oro    | Cuatro sin timonel |